# Nealella monothrix
Nealella monothrix is een mosselkreeftjessoort uit de familie van de Sarsiellidae. De wetenschappelijke naam van de soort is voor het eerst geldig gepubliceerd in 1980 door Kornicker & Caraion.